# Sekon
Sekon is een bestuurslaag in het regentschap Timor Tengah Utara van de provincie Oost-Nusa Tenggara, Indonesië. Sekon telt 838 inwoners (volkstelling 2010).